# 松旭斎天正
松旭斎 天正（しょうきょくさい てんしょう、1931年1月1日 - 2010年7月）は日本の奇術師。東京の出身。本名は清水 満。吉本興業所属。
実子は同じ奇術師の松旭斎小天正。

## 人物
明治大学出身。松旭斎天洋の弟子。兄弟子には松旭斎滉洋がいた。最初天洋の後見だったが独立後は昭和30年中ごろから弟子の松旭斎幸子を後見に吉本興業の花月に出演。幸子が結婚を機に引退したために1978年10月より実子の松旭斎小天正を後見に活動した。後に引退。2010年7月に没。
また吉本きっての長身であった。